# Campionat del món de ciclisme en pista de 1903

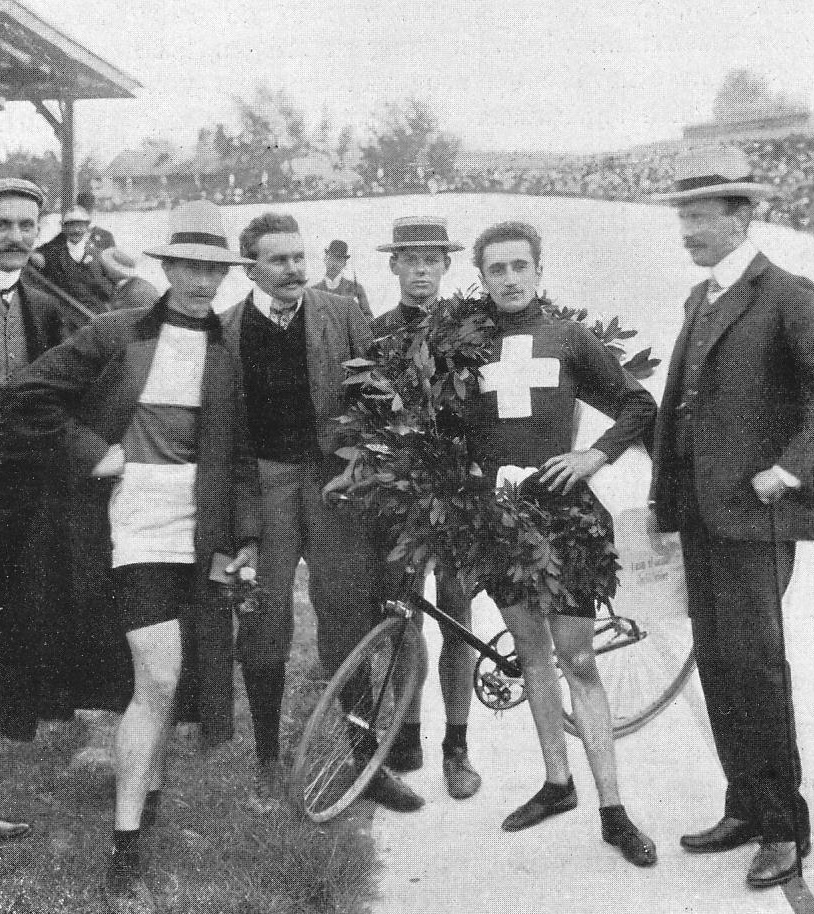
Edmond Audemars

El Campionat Mundial de Ciclisme en Pista de 1903 es va celebrar a Copenhaguen (Dinamarca) del 16 al 22 d'agost de 1903. La competició es va celebrar al Velòdrom d'Ordrup a la perifèria de Copenhaguen. En total es va competir en 4 disciplines, 2 de professionals i 2 d'amateurs.

## Resultats

### Professional
| Prova                | Or                              | Argent                         | Bronze                            |
| Velocitat individual | Thorvald Ellegaard · Dinamarca  | Willy Arend · Imperi Alemany   | Harie Meyers · Països Baixos      |
| Darrere moto         | Piet Dickentman · Països Baixos | Thaddäus Robl · Imperi Alemany | Alfred Görnemann · Imperi Alemany |

#### Amateur
| Prova                | Or                       | Argent                      | Bronze                           |
| Velocitat individual | Arthur Reed · Regne Unit | Jimmy Benyon · Regne Unit   | Carl Hellemann · Dinamarca       |
| Darrere moto         | Edmond Audemars · Suïssa | Vittorio Carlevaro · Itàlia | Reinhold Herzog · Imperi Alemany |

## Medaller
| Pos. | País           | Or | Plata | Bronze | Total |
| 1    | Regne Unit     | 1  | 1     | 0      | 2     |
| 2    | Dinamarca      | 1  | 0     | 1      | 2     |
| -    | Països Baixos  | 1  | 0     | 1      | 2     |
| 4    | Suïssa         | 1  | 0     | 0      | 1     |
| 5    | Imperi Alemany | 0  | 2     | 2      | 4     |
| 6    | Itàlia         | 0  | 1     | 0      | 1     |